# Piotr Arechev
Piotr Artemievitch Arechev (en russe : Пётр Артемьевич Арешев), né en 1915 et mort en 1976, est un architecte soviétique qui a construit à Leningrad plusieurs bâtiments résidentiels, un hôtel et plusieurs ponts.

## Réalisations
- 1950 : un immeuble d'appartements, avenue de Moscou (perspective Moskovski), 172
- 1950 : un immeuble d'appartements, avenue de Moscou, 184
- 1954 : bâtiment résidentiel, rue Blagodatnaïa, 55
- 1953-1955 : pont Ouchakov, ainsi qu'un pavillon pour le câblage du pont, aujourd'hui chapelle de l'icône de la Mère de Dieu "Vsezaritsa"
- 1955-1957 : pont de la Baltique
- 1955-1956 : pont égyptien
- 1956 : Pont de l'Armée rouge
- 1956-1957 : pont des gardes rouges
- 1962-1963 : pont Anglais
- 1974-1975 : pont Aptekarsky
- 1962 : hôtel "Russie"